# Бои под Горками
Бои под Горками — ряд вооруженных столкновений между польско-белорусскими повстанцами и регулярными войсками Российской империи, произошедших в период 5 (17) мая — 13 (25) мая 1863 года в ходе Январского восстания в окрестностях деревни Горки, Кобринского уезда, Гродненской губернии. Одно из немногих сражений восстания, в котором суммарные потери правительственных войск были выше, чем у повстанцев.

## Предыстория
В конце апреля 1863 года в окрестностях деревни Горки (ныне Любешовский район, Волынская область, Украина) появился пришедший из Кобрина повстанческий отряд численностью от 200 до 400 человек под командованием полковника Ромуальда Траугутта. Узнав об этом, регулярные войска решили немедленно действовать.

## Бой 5 (17) мая 1863
Утром 5 (17) мая 1863 года на лесной дороге в окрестностях Горок появился первый отряд регулярных войск под командованием капитана Керсонского состоящий из 6-й и 7-й рот Ревельского пехотного полка общим числом в 127 строевых солдат, и 38  казаков из 5-го Донского казачьего полка. Повстанцам удалось заблокировать колонну на узкой дороге расстреляв первую и последнюю повозки и окружить русские войска. После чего прятавшиеся среди деревьев мятежники открыли по ним плотный оружейный огонь.
Тем не менее в последний момент регулярным войскам удалось реорганизоваться и после короткой контратаки разделившись на две группы отойти к селу Горки. Тем не менее потери регулярных войск в бою составили 1 убитый казак, тяжело ранен был и командир отряда Керсонский, который умер от ран (по другой версии застрелился) на следующий день. Ранены были подпоручик Щербаков и 19 низших чинов. Потери отряда Траугутта составили 4 человека убитыми и 3 ранеными.

## Бой 9 (21) мая 1863
В середине дня к месту дислокации повстанческого отряда подошли регулярные войска в составе двух рот Ревельского пехотного полка и казачьей сотни Донского полка под общим командованием полковника А.Г. Игельстрома. В ходе двухчасового боя в гуще леса, регулярные войска потеряли 3 человек убитыми и 15 ранеными, и были вынуждены вновь отступить, так как нерешительный Игельстром не захотел втягиваться в крупное сражение силами одной только пехоты, задействовать же кавалерию не удалось из-за труднопроходимой местности. Тем не менее несмотря на победу, повстанцам потерявшим 4 человека убитыми и 6 ранеными пришлось перенести свой лагерь глубже в чащу леса.

## Бой 13 (25) мая 1863
Наконец, на рассвете 13 (25) мая 1863 года повстанческий лагерь в чаще леса был атакован сразу с двух сторон объединенными силами полковника Эрнберга и генерал-майора Артура Эггера насчитывавшим 4 роты, (480 солдат) пехоты Черниговского пехотного полка, 50 казаков и не менее 4 орудий.
В ходе ожесточенного, трехчасового боя, повстанцы изначально занявшие хорошо оборудованные огневые позиции сдерживали натиск регулярных войск плотной оружейной стрельбой. Однако вскоре регулярным войскам удалось подойти на близкое расстояние и навязать повстанцем рукопашное сражение, после чего мятежники дрогнули, и стали разбегаться в разных направлениях. Части из них удалось прорваться к речной дамбе в четырех километрах от поля боя. Однако там они были окружены и уничтожены либо пленены сводным отрядом из 30 строевых солдат и 15 казаков под командованием поручика Забусова, предусмотрительно зашедшего в тыл к мятежникам по приказу Эггера, еще до начала сражения.
Вторая часть всего около 40 человек, вместе Траугуттом вырвались из окружения и были вынуждены в спешке отступить на 8 километров южнее.
Итогом третьего боестолкновения стало практический полное уничтожение мятежного отряда Траугутта, который потерял  21 человека убитыми, 5 ранеными и ещё более 50  пленными. Еще 10 мятежников из отряда Траугутта были в течение нескольких дней выловлены местными крестьянами и переданы властям. У мятежников были также захвачены 40 лошадей и обоз со значительными запасами, оружия, продовольствия, медикаментов пороха и патронов. Русские потери в последнем бою также были значительны и составили согласно рапорту Эггера 9 человек убитыми, и 42 ранеными, в том числе один офицер младшего звена подпоручик князь Друцкий-Соколинский.

## Последствия
Отступив на юг Пинского уезда Ромуальд Траугутт с остатками отряда расположили свой лагерь в Белинском лесу в окрестностях деревни Овсичи. Там стоянка отряда находилась в течение недели и повстанцы получили значительное пополнения людскими и материальными ресурсами в том числе соединившись с небольшим отрядом Яна Ваньковича после чего Траугутт получил приказ Национального правительства двигаться на Волынь через юг Минской губернии.